# Haugh
Đơn vị Haugh là một đại lượng đánh giá chất lượng trứng gia cầm, biểu thị mối tương quan giữa khối lượng trứng và chiều cao lòng trắng đặc. Đơn vị Haugh càng cao thì chất lượng trứng càng tốt.
Công thức tính đơn vị Haugh như sau:

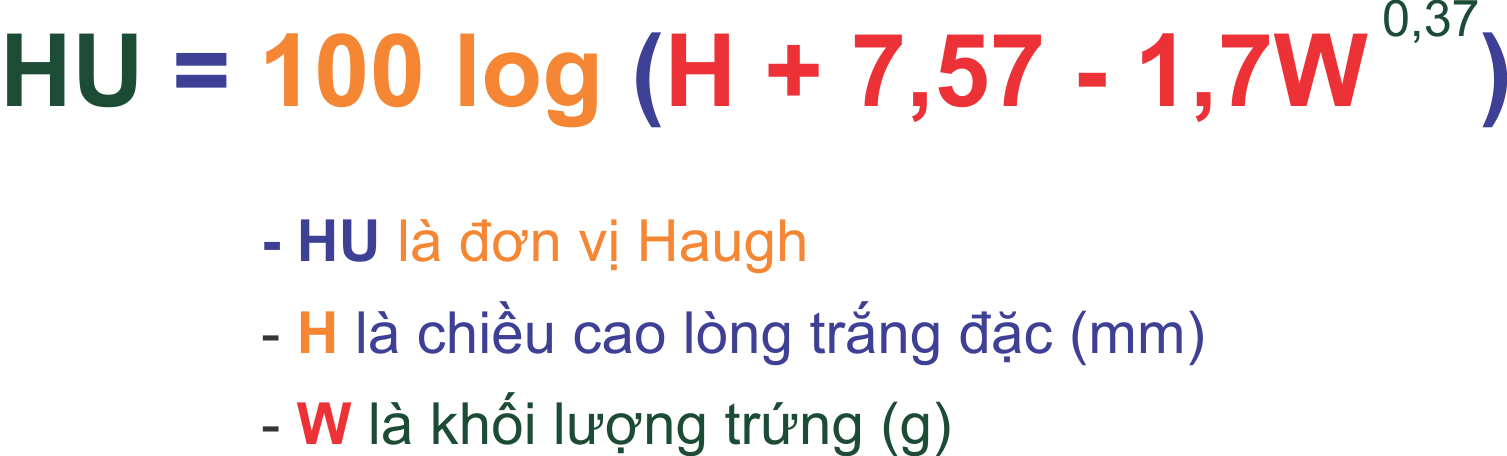
Công thức tính đơn vị Haugh